# Shigeo Arai
Shigeo Arai (Japón, 8 de agosto de 1916-Birmania, 19 de julio de 1944) fue un nadador japonés especializado en pruebas de estilo libre, donde consiguió ser campeón olímpico en 1936 en los 4x200 metros.
Murió cuando servía al ejército japonés durante la Segunda Guerra Mundial en Birmania.

## Carrera deportiva
En los Juegos Olímpicos de Berlín 1936 ganó la medalla de oro en los relevos de 4x200 metros estilo libre, por delante de Estados Unidos y Hungría, y el bronce en los 100 metros estilo libre, tras el nadador húngaro Ferenc Csik y su paisano japonés Masanori Yusa.